# IPhone 11
Das iPhone 11 ist ein Smartphone aus der iPhone-Reihe des US-Unternehmens Apple. Es ist der Nachfolger des iPhone XR. Es wurde von Apple-CEO Tim Cook im Apple Park am 10. September 2019 zusammen mit dem teureren High-End-Modell der Generation iPhone 11 Pro erstmals der Öffentlichkeit vorgestellt und kam am 20. September 2019 auf den Markt. 
Apple verbaute als Prozessor seinen System-on-a-Chip (SoC) Apple A13 Bionic. 
Die unverbindlichen Preisempfehlungen zur Markteinführung waren 699 US-Dollar, 799 Euro bzw. 809 Franken für die 64-GB-Variante. Das waren 50 US-Dollar bzw. Euro respektive 70 Franken günstiger als der Vorgänger zur Marktführung 2018.
Nachfolger sind das iPhone 12 und dessen kleinere Ausführung iPhone 12 mini. Im Zuge ihrer Einführung Ende 2020 wurden Netzteil und Kopfhörer aus dem Lieferumfang des iPhone 11 entfernt; Apple begründete dies mit der Vermeidung von Elektroschrott.

## Design

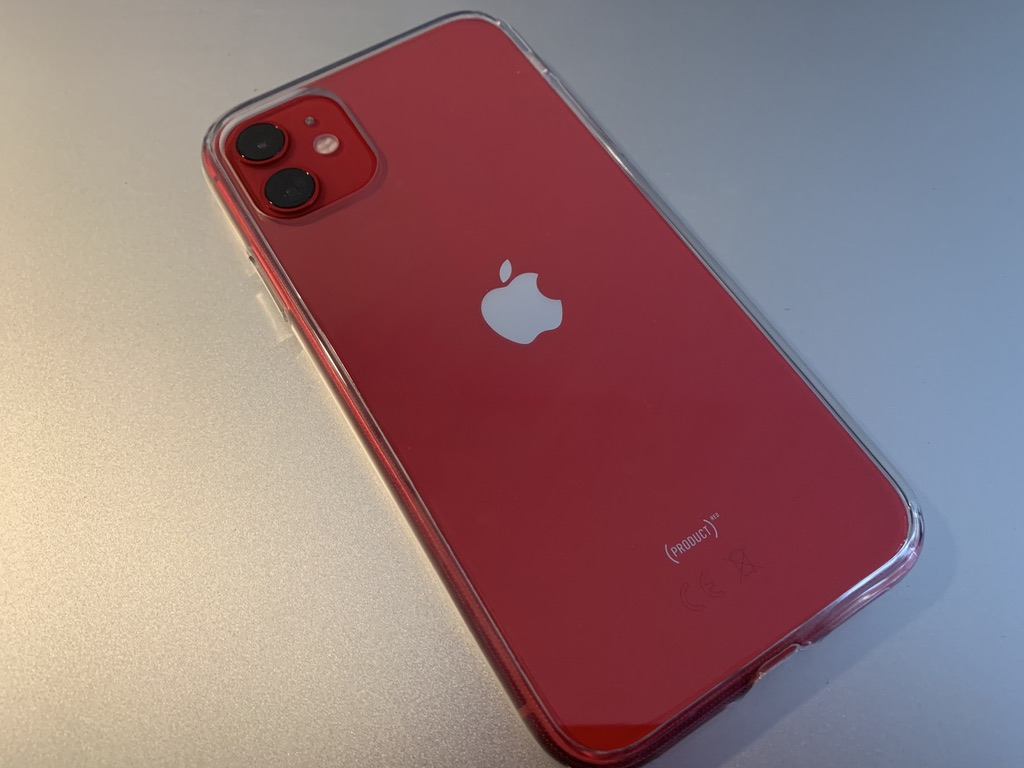
Rückseite eines iPhone 11 in der Product-Red-Variante

Das iPhone 11 ist in sechs verschiedenen Farben mit den Bezeichnungen Violett, Gelb, Grün, Schwarz, Weiß und Rot (in Kooperation mit der Initiative Product Red) erhältlich und verfügt über zwei Kameralinsen auf der Rückseite sowie eine Frontkamera. Das Apple-Logo auf der Rückseite befindet sich erstmals bei einem iPhone nun in der Mitte statt oben. Der iPhone-Schriftzug auf der Rückseite ist entfallen. Einzig auf der Product-Red-Version kann man noch den Schriftzug „Product Red“ finden.
Die Rückseite ist wie beim iPhone XR aus Glas gefertigt. Das Glas der Rückseite ist glänzend und das Glas im Kameragehäuse ist matt.
Das iPhone 11 ist nach IEC-Norm 60529 unter IP68 klassifiziert (bis zu einer Wassertiefe von 2 Metern und bis zu 30 Minuten vor Eindringen von Wasser sowie Staub geschützt).

## Technische Daten

### Software

#### Betriebssystem
Das iPhone 11 wurde zunächst mit Apples Mobile-Betriebssystem iOS 13 ausgeliefert und später mit iOS 15.

### Hardware

#### Speicher
Es hat 4 Gigabyte RAM des Typs LPDDR4 und wurde mit 64, 128 oder 256 Gigabyte internem Flash-Speicher. Das Vorgängermodell hatte 3 GB RAM. 

#### Prozessor
Im iPhone 11 ist das System-on-a-Chip Apple A13 Bionic eingebaut. Anders als im Vormodell kann der A13 auch beim iPhone 11 auf 4 GB RAM zurückgreifen.

#### Akku
Die Akkukapazität beträgt 3.110 mAh (Vorgängermodell: 2.942 mAh).

#### Display
Das iPhone 11 hat ein 6,1 Zoll großes berührungsempfindliches Retina-Flüssigkristall-Display, das mit 828 mal 1792 Pixeln auflöst. Dies entspricht einer Pixeldichte von 326 Pixeln pro Zoll.

#### Kamera
Es hat eine 12-Megapixel-Zweifach-Kamera mit Ultraweitwinkel- und Weitwinkelobjektiv. Das Ultraweitwinkel-Objektiv löst mit einer ƒ/2.4-Blende und 120°-Sichtfeld auf. Das Weitwinkel-Objektiv löst mit einer ƒ/1.8-Blende auf. Neu ist ein Nachtmodus, der bei Motiven mit zu wenig Licht das Bild aufhellt.

#### U1-Chip
Das iPhone 11 hat den U1-Chip, der die präzise Positionsbestimmung von AirTags mit Ultra-Breitband-Technologie ermöglicht.

## Rezeption
Das iPhone 11 wurde überwiegend positiv aufgenommen; vor allem der Prozessor und die Kamera wurden häufig gelobt. Das Display, der Anschluss und das Fehlen einer Speichererweiterung wurden kritisiert. Es wurde auch oft als die klügere Alternative zum iPhone 11 Pro dargestellt.
Marktanalysten prognostizierten, dass es die iPhones der iPhone-11-Familie in naher Zukunft auf Grund fehlender 5G-fähigen Modems in der Volksrepublik China schwer haben werden, sich gegen ihre preiswerteren Konkurrenten zu behaupten, die bereits ein solches Modem haben, da das Land „auf dem besten Weg sei, bis Ende des Jahres [2019] mindestens 150.000 5G-Stationen fertigzustellen, so viele wie in keinem anderen Land“.

## Preisentwicklung
Zur Vorstellung am 13. September 2019 war das iPhone 11 in drei Speichervarianten mit 64 GB, 128 GB und 256 GB zu Preisen von 799 €, 849 € und 969 € verfügbar.
Mit der Einführung des iPhone 12 im September 2020 wurden die Preise auf 679 €, 729 € und 849 € gesenkt.
Zur Veröffentlichung des iPhone 13 im September 2021 entfiel die Variante mit 256 GB, während die beiden kleineren Speicherkapazitäten um jeweils 100 € auf 579 € und 629 € reduziert wurden.
Nach der Vorstellung des iPhone 14 am 7. September 2022 wurde der Verkauf des iPhone 11 eingestellt.
| Speicher | 13. September 2019 | 13. Oktober 2020 | 14. September 2021 |
| -------- | ------------------ | ---------------- | ------------------ |
| 64 GB    | 799 € (958 €)      | 679 € (810 €)    | 579 € (670 €)      |
| 128 GB   | 849 € (1.018 €)    | 729 € (870 €)    | 629 € (728 €)      |
| 256 GB   | 969 € (1.162 €)    | 849 € (1.013 €)  | —                  |